# 6323 Кародзі
6323 Кародзі (6323 Karoji) — астероїд головного поясу, відкритий 14 лютого 1991 року.
Тіссеранів параметр щодо Юпітера — 3,379.
Названо на честь астронома Кародзі (яп. かろうじ(唐牛) каро: дзі).